# Raión de Dumínichi
El raión de Dumínichi (ruso: Думи́ничский райо́н) es un distrito administrativo y municipal (raión) ruso perteneciente a la óblast de Kaluga. Se ubica en el sur de la óblast. Su capital es Dumínichi.
En 2021, el raión tenía una población de 13 499 habitantes.
Por el raión fluyen el río Zhizdra y su afluente el río Bryn.
Antes de la creación de la actual óblast de Kaluga en 1944, el raión de Dumínichi formaba parte de la óblast de Smolensk.

## Subdivisiones
Comprende 78 localidades, agrupadas en catorce ayuntamientos, que son el asentamiento de tipo urbano de Dumínichi (la capital) y los siguientes trece asentamientos rurales:
- Aldea Buda
- Aldea Vérjneye Gultsovo
- Aldea Vysókoye
- Aldea Dúbrovka
- Aldea Dumínichi
- Aldea Máslovo
- Pueblo Bryn
- Pueblo Viórtnoye
- Pueblo Kótor
- Pueblo Maklakí
- Pueblo Novoslobodsk
- Pueblo Jotkovo
- Pueblo Chernýsheno